# Газовая защита
Газовая защита — средство обнаружения, используемое в релейной защите и предназначенное для защиты от повреждений электрических аппаратов, располагающихся в заполненном маслом резервуаре, например силовых трансформаторов и автотрансформаторов, шунтирующих и токоограничивающих реакторов. При срабатывании газовой защиты блокируется автоматическое повторное включение трансформатора или реактора.

## Применение
Некоторые мощные электрические аппараты в процессе эксплуатации выделяют значительное количество тепла, в результате чего воздушное охлаждение таких устройств оказывается недостаточно эффективным. В этих случаях для охлаждения эти аппараты (к ним могут относиться трансформаторы, автотрансформаторы, реакторы) помещают в бак, заполненный трансформаторным маслом, которое естественным или принудительным образом охлаждает эти устройства. Кроме того, масло дополнительно служит для повышения уровня изоляции обмоток трансформаторов.
Использование масла решает проблему охлаждения, однако создаёт новую проблему, связанную с повышенной опасностью эксплуатации электрического аппарата. В случае повреждения токоведущих частей (например, при коротком замыкании между обмотками трансформатора), масло начинает нагреваться, происходит усиленное газообразование, резко поднимается давление масла в баке, что может привести к взрыву, сопровождающемуся пожаром. Для предупреждения таких повреждений применяется газовая защита.
Согласно ПУЭ газовая защита устанавливается в обязательном порядке на трансформаторах мощностью 6,3 МВА и более, шунтирующих реакторах на напряжении 500 кВ, трансформаторах мощностью 630 кВА, если они располагаются внутри помещений.
Газовая защита может использоваться для включения системы пожаротушения трансформатора, и блокирует срабатывание АПВ.

## Принцип действия газовой защиты

### Расширитель масляного бака
Так как трансформаторное масло, использующееся для изоляции и охлаждения, имеет высокий коэффициент температурного расширения, а температура масла в процессе эксплуатации аппарата может изменяться в широких пределах (-45 °С…+95 °С), объём масла в баке также изменяется. Для компенсации изменения объёма масла служит расширительный бак — резервуар, соединенный с баком трубопроводом и частично заполненный маслом. Объём расширителя выбран таким образом, чтобы во всем диапазоне изменения температур уровень масла в расширителе находился в допустимых пределах. Расширитель оборудуется индикатором уровня масла, воздухоосушителем для поступающего воздуха, трубопроводом для доливки в бак масла.

### Газовое реле
Газовое реле — защитное реле, приводящее в действие собственные коммутационные системы при образовании газа, потере изоляционной жидкости в трансформаторах с жидкостной изоляцией, в том числе в реакторах и других устройствах.
В рассечку маслопровода, соединяющего бак и расширитель, устанавливается газовое реле (например, ранее выпускавшиеся типа РГЧЗ-66, ПГ-22, немецкого производства BF-50,BF-80 (реле Бухгольца), или отечественные РЗТ-50, РЗТ-80). Газовое реле имеет герметичный корпус со смотровыми окошками. Сверху на корпусе реле имеется специальный вентиль, предназначенный для выпуска воздуха и отбора проб газа. Газовое реле имеет два поплавковых элемента, действующих при срабатывании на замыкание механически связанных с ними контактов и реагирующих на снижение уровня масла в реле, а также струйный элемент (подвешенная на пути масла пластинка с калиброванным отверстием), срабатывающим при интенсивном движении потока масла из бака в расширитель. В нормальном режиме корпус газового реле заполнен маслом, и контакты, связанные с его поплавковыми и струйным элементами, разомкнуты.

### Работа газовой защиты
При внутреннем повреждении в баке защищаемого аппарата — горение электрической дуги или перегрев внутренних элементов — трансформаторное масло разлагается с выделением горючего газа, содержащего до 70 % водорода. Выделяющийся газ поднимается к крышке, и так как аппарат устанавливается с наклоном 1-2 % в сторону расширителя, движется в расширитель. Проходя через газовое реле, газ вытесняет из него масло. При незначительном выделении газа или снижении уровня масла в расширителе до уровня верхнего поплавкового элемента газового реле, он срабатывает, и замыкаются контакты, действующие на сигнал (1-я ступень газовой защиты). При значительном выделении газа срабатывает нижний поплавковый элемент газового реле и замыкаются контакты, действующие на отключение (2-я ступень газовой защиты). При интенсивном движении потока масла из бака в расширитель срабатывает струйный элемент газового реле, действующий на отключение, аналогично нижнему поплавковому элементу. Реле ПГ-22 имеет поплавковые сигнальные элементы, реле РГЗЧ-66 — чашечные. Для газовой защиты регулятора напряжения трансформатора под нагрузкой (РПН) используются струйные реле (например, типа РЗТ-25, RT-25, RS-1000), не имеющие поплавковых элементов и реагирующие только на интенсивное движение потока масла из бака РПН в расширитель. Струйное реле не имеет вентиля для спуска воздуха, и его корпус может быть не полностью заполнен маслом. У некоторых типов струйных реле при срабатывании в смотровом окошке появляется сигнальный флажок. Струйное реле может сработать при доливке масла в бак РПН снизу. После срабатывания струйного реле его контакты остаются замкнутыми, и для возврата реле в исходное положение необходимо нажать кнопку «Возврат». Срабатывание газового реле по скорости потока для струйного газового реле может выбрано установкой лопасти из комплекта.

## Особенности газовой защиты
Газовая защита маслонаполненных аппаратов имеет абсолютную селективность и срабатывает только при повреждениях внутри бака защищаемого объекта. Защита реагирует на повреждения, сопровождающиеся выделением газа, выбросом масла из бака в расширитель или аварийным понижением уровня масла. Газовая защита — одна из немногих, после которых не допускается действие АПВ (автоматическое повторное включение), так как в большинстве случаев отключаемые ей повреждения оказываются устойчивыми.